# Georges-André Hugonot
Georges-André Hugonot, francoski general, * 1893, † 1974.